# Torneo Cantonal de Tercera División por Santa Bárbara de Heredia (ANAFA) 1989
El Torneo Cantonal de Fútbol de Tercera División de ANAFA 1989 fue la edición número 10 de la (Tercera División de Ascenso) en disputarse, organizada por la Asociación Nacional de Fútbol Aficionado.
Este Torneo constó de 8 equipos a nivel cantonal en Santa Bárbara de Heredia debidamente inscritos en la Asociación Nacional de Fútbol Aficionado (ANAFA).
Y la escuadra campeona sería la que vestiría los colores barbareños y representante por la provincia de Heredia en la Tercera División de Costa Rica.

## La clasificación por la Tercera División de Ascenso se dividió en 2 grupos
| 3.ª. División Cantonal de Ascenso (Grupo 1) | 3.ª. División Cantonal de Ascenso (Grupo 1)                 |
| ------------------------------------------- | ----------------------------------------------------------- |
| 1                                           | Selección Distrital de Barrio Jesús                         |
| 2                                           | Selección Distrital de Santo Domingo (El Roble Fútbol Club) |
| 3                                           | Selección Distrital de Zetillal (Club Deportivo Las Marias) |
| 4                                           | Selección Distrital de San Juan                             |

| 3.ª. División Cantonal de Ascenso (Grupo 2) | 3.ª. División Cantonal de Ascenso (Grupo 2)                                  |
| ------------------------------------------- | ---------------------------------------------------------------------------- |
| 1                                           | Selección de Santa Bárbara Distrito Central (Asociación Deportiva Barbareña) |
| 2                                           | Selección de Santa Bárbara Distrito Central (Asociación Deportiva Machado)   |
| 3                                           | Selección Distrital de San Pedro (Asociación Deportiva Fraternidad)          |
| 4                                           | Selección Distrital de San Bosco                                             |

## Cuadrangular Final por la Provincia de Heredia
Los clubes fueron el C.D. Machado de Santa Bárbara, U.D. San Francisco de San Isidro de Heredia, C.D. Diablos Rojos de San Pablo y la representación de Barveña de Fútbol, siendo el campeón por Heredia La Zaka (San Francisco de San Isidro).

## Campeón Monarca Cantonal de Tercera División en Santa Bárbara de Heredia 1989
| Tercera División Cantonal Auspiciado por ANAFA 1989                                                      | Tercera División Cantonal Auspiciado por ANAFA 1989 |
| --- | --------------------------------------------------- |
| Selección Campeona Cantonal de Tercera División de ANAFA. A.D. Deportivo Machado (Fusión A.D. Barbareña) |                                                     |

## Ligas superiores
- Primera División de Costa Rica 1989

- Campeonato de Segunda División de Costa Rica 1989-1990

- Campeonato de Segunda División B de Costa Rica 1989

- Campeonato de Tercera División de Ascenso por ANAFA 1989

## Ligas inferiores
- Campeonato de Cuarta División por ANAFA 1989

## Torneos
| Predecesor: Torneo 1988 | Torneo Cantonal de Fútbol en Santa Bárbara de Heredia (ANAFA) 1989 Torneo 1989 | Sucesor: Torneo 1990 |